# Robert Langdon
Robert Langdon è un personaggio immaginario nato dalla penna dello scrittore statunitense Dan Brown, protagonista delle opere Angeli e demoni del 2000, Il codice da Vinci del 2003, Il simbolo perduto del 2009, Inferno del 2013 e Origin del 2017.
Professore di storia dell'arte presso l'Università di Harvard nonché stimato esperto internazionale di simbologia religiosa, il personaggio di Langdon è interpretato dall'attore Tom Hanks nelle trasposizioni cinematografiche tratte dagli omonimi romanzi, Il codice da Vinci del 2006, Angeli e demoni del 2009 e Inferno del 2016; e da Ashley Zukerman nella serie televisiva Il simbolo perduto del 2021, tratta dall'omonimo romanzo,.

## Il personaggio
Robert Langdon è sulla quarantina. Ha gli occhi azzurri e ha i capelli neri, anche se cominciano ad avere un accenno di grigio. Ha frequentato la Phillips Exeter Academy, la stessa che ha frequentato l'autore del libro, Dan Brown. È alto circa un metro e ottanta e ha un fisico asciutto e in forma grazie a cinquanta vasche al giorno che pratica nella piscina del campus. Oltre a essere un ottimo nuotatore, ha anche giocato a pallanuoto presso la Harvard University. All'età di sette anni cadde in un pozzo e fu salvato per miracolo in uno stato quasi catatonico, e proprio a causa di questo trauma infantile soffre di claustrofobia. In tutta la sua vita ha sempre portato un solo orologio, un modello per bambini raffigurante Topolino, che gli ha inoltre salvato la vita nel corso del romanzo Angeli e Demoni. Professore di storia dell'arte specializzato in simbologia di ogni epoca e cultura, ha una grande memoria eidetica che gli consente di memorizzare e ricordare velocemente qualsiasi simbolo, cosa di grande aiuto nella soluzione degli enigmi in cui spesso incappa.
Non sembra avere relazioni stabili nella vita privata: nel libro Angeli e demoni fa conoscenza della ricercatrice del CERN Vittoria Vetra con cui ha una breve relazione, che però si spegne quasi subito quando il professore ritorna ad Harvard; nel Codice da Vinci, conosce Sophie, nipote di Jacques Saunière, ucciso all'inizio del romanzo. In Inferno inoltre, il protagonista conoscerà Sienna Brooks, con la quale alla fine del libro si scambierà un bacio.

## Angeli e demoni
Langdon è convocato nella sede centrale svizzera del CERN per indagare su possibili contenuti simbolico-religiosi connessi all'assassinio dello scienziato Leonardo Vetra. Non appena giunto, Langdon si sposta nella Città del Vaticano per svelare i segreti degli Illuminati, una potente società segreta di scienziati cristiani profondamente infiltrata a livello mondiale nelle più importanti istituzioni politiche, economiche e religiose. Langdon riesce a decifrare molti codici segreti, individua l'assassino dello scienziato e svela tutti i retroscena del complotto.

## Il codice da Vinci
Langdon è a Parigi per tenere una conferenza su un suo libro, L'interpretazione dei simboli. Viene raggiunto nella sua stanza d'albergo dalla polizia francese, poiché era stata l'ultima persona che il curatore del Louvre, Jacques Saunière, doveva incontrare, e diviene il primo sospettato a causa di una scritta lasciata da Saunière prima di morire: infatti il commissario Bezu Fache, appartenente all'Opus Dei, lo ha convocato per estorcergli una confessione. Viene salvato da Sophie Neveu, nipote del defunto curatore, che lo seguirà alla ricerca della soluzione del mistero di un segreto nascosto da un'antica società segreta, il Priorato di Sion, che fu guidato, secondo la ricostruzione di Langdon, anche da Leonardo da Vinci in persona. Alla fine del romanzo, Langdon scopre il mistero riguardante Maria Maddalena e il Sacro Graal.

## Il simbolo perduto
Chiamato urgentemente dal vecchio amico e mentore Peter Solomon per tenere una conferenza presso il Campidoglio di Washington, Langdon fa un'orrenda scoperta: non solo l'invito era fasullo, ma al centro della Rotonda dello stesso edificio ritrova la mano mozzata di Solomon, misteriosamente tatuata con simboli riconducibili alla massoneria e rivolta verso le decorazioni della cupola. Presto si unirà a lui nella ricerca dell'amico scomparso la sorella Katherine Solomon, massima esperta di una nuova, rivoluzionaria scienza chiamata noetica. In sole dodici ore, in una corsa contro il tempo attraverso i luoghi più famosi e misteriosi della capitale USA, Langdon dovrà risolvere l'enigma, in una serrata investigazione che lo vedrà opposto a un misterioso personaggio, autonominatosi Mal'akh, interessato a impadronirsi dei segreti massonici di cui Solomon è uno dei detentori: segreti che sono all'origine stessa della nazione americana e ai quali è collegato un ulteriore mistero, quello del Simbolo Perduto legato a un codice inciso sull'anello di re Salomone.

## Inferno
Svegliatosi in un letto d'ospedale e con un'amnesia temporanea, Robert Langdon con l'aiuto della bella e intelligente dottoressa Sienna Brooks si destreggia per Firenze alla ricerca dei segreti della Divina Commedia di Dante Alighieri. Convinto che il suo governo stia cercando di ucciderlo Langdon scappa per Firenze e Venezia e tenta di scoprire cosa ha fatto nei giorni precedenti al suo incidente che gli ha fatto perdere la sua memoria.

## Origin
Robert Langdon si trova al Guggenheim Museum Bilbao, in Spagna, per assistere alla conferenza indetta dal suo amico ed ex allievo Edmond Kirsch durante la quale avrebbe annunciato al mondo una scoperta rivoluzionaria sulle origini della vita sulla Terra e sul suo destino.
Le sensazionali teorie di Edmond Kirsch sulla genesi saranno destinate a coinvolgere tutti i leader del mondo presenti in sala, catturando da subito l'attenzione dei media e dello stesso Langdon ma di lì a poco tutto si trasformerà in un irreparabile caos. Un improvviso ed inaspettato colpo di pistola metterà per sempre a tacere Kirsch, proprio sul punto in cui questi stava per rivelare, in diretta ed al mondo intero, la sua stravolgente scoperta. L'autore del crudele crimine è un certo Luis Ávila, assoldato da un misterioso mandante che tutti chiamano Il Reggente. Seguirà l'incessante travaglio di Langdon. Il professore, sentendosi minacciato, si troverà costretto ad andare via da Bilbao in compagnia dall'affascinante Ambra Vidal, direttrice del museo Guggenheim e assistente di Kirsch, nonché promessa sposa del principe di Spagna. I due, giunti nella cosmopolita Barcellona, immersi in una incessante corsa contro il tempo, iniziano la ricerca della misteriosa password, composta da 47 caratteri, per entrare nella presentazione video di Kirsch così da poterne rivelare il contenuto a tutto il mondo. Tra colpi di scena ed intriganti cammini fra capolavori d’arte, forze occulte e simbologia, Langdon e la bella Vidal si troveranno a fare i conti con il vero secondo protagonista della storia: Winston. Nella sapiente mescolanza tra il vecchio ed il moderno, Winston, ovvero l'intelligenza artificiale creata dallo stesso Edmond Kirsch, sarà di ausilio nell'appassionante viaggio intrapreso da Langdon e Vidal. La travagliata ricerca che tocca anche Siviglia condurrà, dapprima ed invano, ad una massima di Friedrich Nietzsche che recita “Dio è morto e noi lo abbiamo ucciso”. I due non si arrendono e percorrendo artistici ed affascinanti scenari della Casa Milà e del Tempio Espiatorio della Sacra Famiglia giungono dinnanzi alla pagina 163 di un testo di William Blake. La lettura dei versi del poeta permette di ricostruire la giusta password: “le religioni oscure finiscono e la dolce scienza regna”. All'interno di una chiesa sconsacrata, nella città di Barcellona, Langdon e Vidal accedono quindi al super computer E-Wave e daranno inizio alla presentazione, chiudendo un altro capitolo della storia del professor Langdon ed aprendo la strada verso una nuova teoria sulla vita.

## Langdon nella vita reale
Il nome di Robert Langdon è stato ispirato da quello di una persona realmente esistente, John Langdon, professore di tipografia alla Drexel University. John Langdon crea ambigrammi, ovvero delle scritte che possono essere lette sia da destra sia da sinistra e/o sia da sopra sia da sotto. Un esempio degli ambigrammi di Langdon appare sulla copertina della prima edizione inglese del romanzo Angeli e demoni. Nella pagina dei ringraziamenti, Brown definisce Langdon «uno dei più ingegnosi artisti viventi [...] che ha risolto brillantemente la mia sfida impossibile per creare gli ambigrammi presenti in questo romanzo».
Il Langdon professore di Drexel ha anche creato il logo per la Depository Bank of Zurich, che compare nel film Il codice da Vinci.